# 13859 Fredtreasure
13859 Fredtreasure eller 1999 XQ136 är en asteroid i huvudbältet som upptäcktes den 13 december 1999 av den amerikanske astronomen Charles W. Juels vid Fountain Hills-observatoriet. Den är uppkallad efter Fred Treasure.
Asteroiden har en diameter på ungefär 15 kilometer.